# From Out the Storm
Pour plus de détails, voir Fiche technique et Distribution.
From Out the Storm est un film muet américain réalisé par Burton L. King et sorti en 1913.

## Fiche technique
- Titre : From Out the Storm
- Réalisation : Burton L. King
- Scénario :
- Producteur : Thomas H. Ince
- Société de production : Broncho Film Company
- Société de distribution : Mutual Film
- Pays d'origine :  États-Unis
- Langue : Anglais
- Format : Noir et blanc — 35 mm — 1,33:1 — Muet
- Genre : Film dramatique
- Durée :
- Dates de sortie : 
  -  États-Unis : 29 octobre 1913

## Distribution
- Herschel Mayall : Rusty Hogan
- Leona Hutton : Grace Adams